# تشارلز ر. كريسب
تشارلز ر. كريسب هو قاضي ومحامي وسياسي أمريكي، ولد في 19 أكتوبر 1870 في إلافيل في الولايات المتحدة، وتوفي في 7 فبراير 1937 في أميريكوس في الولايات المتحدة. نشط حزبياً في الحزب الديمقراطي. وقد انتخب عضو مجلس النواب الأمريكي ‏.